# Domenico Alaleona
Domenico Alaleona (Montegiorgio, 16 novembre 1881 – Montegiorgio, 28 dicembre 1928) è stato un organista, compositore e critico musicale italiano.

## Biografia
Ebbe i primi insegnamenti da Antonio Bernabei e proseguì i suoi studi nel Liceo S. Cecilia in Roma: composizione con Cesare De Sanctis, Pianoforte con Alessandro Bustini, armonia e organo con Remigio Renzi. Si diplomò in composizione, organo e armonia al Santa Cecilia di Roma nel 1907; l'anno successivo si laureò in Lettere. Fu direttore d'orchestra e di società corali a Livorno ed a Roma, dove insegnò canto corale nella Scuola Nazionale di Musica; dal 1912 cattedratico al Conservatorio di Santa Cecilia come insegnante di Storia ed Estetica della musica, fu un precursore nello studio degli aspetti tecnici della musica, introducendo termini come la dodecafonia, ancora oggi in uso.
Fu collaboratore e critico musicale per varie riviste e giornali: «Rivista Musicale Italiana», «Harmonia», «Il pianoforte». Alla sua morte, causata da una malattia sconosciuta, lasciò oltre seicento lavori, tra cui l'opera più conosciuta, Mirra, composta nel 1913 e dedicata ad Arturo Toscanini. Il comune di Montegiorgio gli ha intitolato il teatro comunale e la piazza attigua, sulla quale si affaccia la sua casa natale.
Dal carteggio con il musicologo Renato Fondi si evince che una monografia sul musicista marchigiano, scritta dal Fondi, risulti tuttora dispersa.

## Composizioni
- Mirra, opera in due atti
- Cantico di Frate sole, per coro, orchestra e organo
- Canti di Maggio, per canto e pianoforte su testi diDante Alighieri, Gabriele D'Annunzio, Poliziano
- Melodie Pascoliane, per canto e pianoforte
- Stornelli marchigiani , per due voci e pianoforte
- Quattro laude italiane, per archi, flauto e tromba
- Marcia eroica, per coro piano e banda
- Messa per i defunti, a quattro voci

## Scritti
- Studi sulla storia dell'oratorio musicale in Italia, Torino: Bocca, 1908
- Su Emilio de' Cavalieri, in «Nuova musica», 1905
- I moderni orizzonti della tecnica musicale, in «Rivista Musicale Italiana», 1911
- La musica italiana fuori d'Italia, in «Harmonia», 1913
- L'armonia modernissima: le tonalità neutre e l'arte di stupore, in «Rivista Musicale Italiana», 1911
- Linguaggio materno e umanità musicale, Lettera a Vittorio Gui, in «Harmonia» 1914
- Il libro d'oro del musicista: fondamenti fisici, storici, estetici dell'arte: con disegni ed esempi musicali: corso unico per strumentisti e preparatorio per compositori, Milano: Ricordi, 1923